# نبیل قاووق
نبیل قاووق  (۲۰ مه ۱۹۶۴ – ۲۸ سپتامبر ۲۰۲۴) روحانی و سیاستمدار لبنانی و از اعضای حزب‌الله لبنان بود. قاووق در سال‌های دهه ۱۳۶۰ به حزب‌الله پیوست. ارتش اسرائیل ۸ مهر۱۴۰۳، اعلام کرد که نبیل قاووق را کشته است. ارتش اسرائیل او را «فرمانده واحد امنیت پیشگیرانه حزب‌الله و از اعضای شورای اجرایی» این گروه شبه‌نظامی مورد حمایت جمهوری اسلامی، معرفی کرد.

## زندگی و تحصیلات
نبیل قاووق در روستای عبّا از استان نبطیه لبنان متولد شد. این روحانی از اعضای رده بالای حزب‌الله لبنان و مسئول منطقه جنوب لبنان حزب‌الله بود. تحصیلات دینی و حوزوی او در حوزه علمیه قم انجام شده و از درس علمای ایرانی و لبنانی و عراقی درس سطح و خارج را فرا گرفته است.

## مسئولیت‌ها
از مسئولیت‌های قاووق می‌توان به این موارد اشاره کرد:
- مسئول منطقة جنوب فی حزب‌الله برای سال‌های طولانی
- نایب رئیس مجلس تنفیذی حزب‌الله از سال ۲۰۰۹ میلادی.
- عضو هیئت رئیسه حرکت جنبش امل

## تحریم
وزارت خزانه‌داری آمریکا در تاریخ ۲۳ اکتبر ۲۰۲۰ نبیل قاووق را تحریم کرد و در لیست سیاه قرار داد. استیون منوچین، وزیر خزانه‌داری آمریکا در بیانیه‌ای گفت: «مقام‌های بلندپایه حزب‌الله مسئول تهیه و اجرای برنامه بی‌ثبات‌کننده و خشونت‌آمیز سازمان تروریستی [حزب‌الله] علیه منافع آمریکا و منافع شرکای ما در سراسر جهان هستند».